# Похвала Витовту
«Похвала Витовту», «Сказание о великом князе Витовте» — памятник западнорусской литературы начала XV века, одно из первых произведений белорусской светской панегирической прозы.
Написана неизвестным автором в Смоленске в конце 1420-х годов. Известна в четырёх редакциях: 1-я (1428) помещена в книге слов Исаака Сирина, переписанной в Смоленске; 2-я, летописная (около 1430), сохранилась в отдельных списках Белорусско-литовской летописи 1446; 3-я (первая половина XVI века) сохранилась в списках короткой и расширенной редакциях «Хроники Великого княжества Литовского и Жомойтского»; 4-я (русская, сокращённая, XVI век) есть в различных исторических сборниках, существовавших в России в XVI—XVIII веках.
«Похвала Витовту» 1428 — частная деловая запись-послесловие к книге, сделанная приверженцем Витовта; летописная — личное произведение панегирического жанра; третья — объединённый сокращённый текст летописной «Похвалы Витовта» со вступительной частью (рассказ о коронации Витовта) Смоленской летописи.
Восхваляется «великий и мудрый» князь Витовт, которому служат, или с которым дружат правители Европы. Прославляется политика объединения восточнославянских земель во главе с Великим княжеством Литовским.
Написана на основании исторических фактов торжественно-возвышенным стилем с использованием древнерусских литературных традиций, книжных образов и оборотов, но без риторической многословности и информативно.